# تاریخچه پذیره آثار بهرام بیضایی

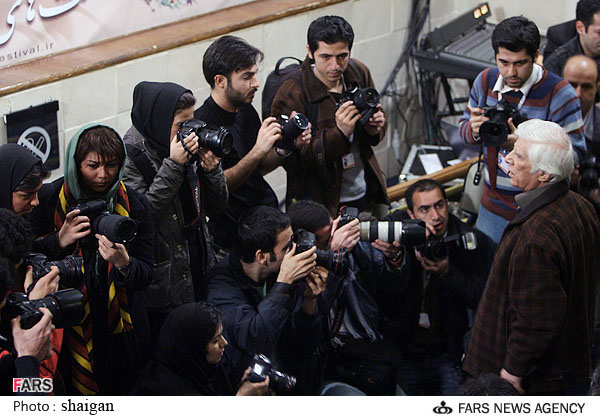
بیضایی در نشستِ خبریِ وقتی همه خوابیم در جشنوارهٔ فیلمِ فجرِ ۱۳۸۷
----
«از نوجوانی، بهرام بیضایی بود. معنای سخنم این است که فرهی آشکار در سرشت او، از همان روزگار، نبوغ و هوشیاری و کامیابی را در هنر امروزینش گواهی می‌داد.»
سیمین بهبهانی، ۱۳۸۷
«من هنوز دبیرستان می‌رفتم که بیضایی نمایشنامه‌نویس معروفی بود.»
ناصر تقوایی
«در بیضایی ما از یک سو با موفق‌ترین چهرهٔ سینمای مؤلف در ایران روبرو بوده‌ایم، و از سوی دیگر با نمایشنامه‌هایی که برغم تعلیق به محال اجرای آنها، در بسیاری از آنها تاریخ و اسطوره، در زبانی موجز و ملخص تألیف شده است. نیروی خلاقهٔ بیضایی، نمایشنامه پشت نمایشنامه تحویل داده و فیلم پشت فیلم، و زبان پاره‌ای از این نمایشنامه‌ها قابل مقایسه با زبان مهم‌ترین آثار تراژیک جهان است.»
رضا براهنی، ۱۴ آوریلِ ۱۹۹۲

کارهای بهرام بیضایی (۱۳۱۷) را کمابیش از آغازِ انتشارش در حدودِ سالِ ۱۳۴۰ خواصّ و عوامِ هم‌روزگارش پذیره شدند و واکنش‌هایی بدان نشان دادند. احتمالاً نخستین بار که جایی مکتوب به نامِ بیضایی اشاره و منتشر شده است نشریهٔ پُست تهران در خردادِ ۱۳۳۳ باشد: پاسخِ رد به نوشته‌ای که بیضاییِ نوجوان برای انتشار در آن نشریه فرستاده بود. در سالیانِ بعد بیضایی به سرعت نامدار شد و نمایشنامه‌ها و نمایش‌ها و فیلم‌هایش اغلب اعتنا برانگیخت، پرفروش شد و موضعِ توجّه و موضوعِ گفتارهای فراوان، گاه در پهنهٔ دنیا، گشت. بعضی «شکسپیرِ ایران» لقبش دادند و کسانی «بیضاییِ بزرگ» نامیدندش. کسانی هم، همچون مرضیه برومند، تلخیِ «نگاهش به آدم‌ها» را یا، مثلِ آبتین گلکار، نثرش را نپسندیدند. تا پایانِ قرنِ چهاردهمِ هجریِ خورشیدی پژوهش و نگارش و فیلم‌سازی و نقّاشی و غیره دربارهٔ بیضایی و آثارش («بیضایی‌شناسی») جایی در ادبیات و هنرِ انتقادی و حتّی غیرانتقادیِ زبانِ فارسی (و بسیار کمتر در زبان‌های دیگر) یافت و چند و چون و فراز و نشیبِ این روبرویی و محاضره طیِّ حدودِ شش دهه تاریخچه‌ای از بده و بستانِ فرهنگی و بازخوردِ اجتماعیِ آثارش را غنی‌تر ساخت و پیشینه‌ای شد از بهرِ تحویل گرفتن و پژوهش و معامله با آثار و آرای بیضایی در قرنِ جدید و در سال‌های پس از مرگش.

## دههٔ ۱۳۴۰: نمایش
قدرِ کارِ نمایشیِ بیضایی و همالانش در دههٔ ۱۳۴۰ از همان زمان شناخته و مشهور بود، به طوری که رضا براهنی و محمود دژکام در زمستانِ ۱۳۵۲ سخن از این گفتند که پیش از دههٔ ۱۳۴۰ نمایشنامه‌نویسیِ قابلِ اعتنایی در ایران رایج نبود و غلامحسین ساعدی و بیضایی و اکبر رادی سرآمدان و بنیادگذارانِ صورتِ برومندِ این گونه در ادبیاتِ فارسی بوده‌اند. اکبر رادی نیز همین نظر را در سالِ ۱۳۴۷ بیان کرده بود؛ و، در واقع، جلال آل احمد از ۱۳۴۳ ظهورِ ساعدی و رادی و بیضایی را نوید داده و «طالع خجسته‌ای برای نمایش» دیده بود. ولی بیضایی بارها از کارِ بسیاری از نمایشنامه‌نویسانِ فارسی‌زبانِ پیش از خود به نیکی و شایستگی یاد کرده و کارش را گفتگویی فرهنگی با پیشینیان و هم‌روزگارانِ حرفه‌ایِ خود می‌دانسته است. نمایشنامه‌های آغازینِ بیضایی در نیمهٔ اوّلِ دههٔ ۱۳۴۰ اغلب نخستین بار در تالارِ ۲۵ شهریورِ تهران (و گاه در شهرهای دیگر نیز) به وسیلهٔ گروهِ هنرِ ملّی به نمایش درآمد. با این که نوشته‌های بیضایی پیشینهٔ مستقیمی در ادبیاتِ فارسی نداشت و نمایشنامه گونه‌ای نبود که در اقالیمِ فارسی‌زبانِ سرزمین‌های ایرانی همچون ادبیاتِ رسمی چندان سابقه‌ای داشته باشد که مثلاً با چهار قرن نمایشنامه‌نویسیِ حرفه‌ای در انگلیس بسنجد، با این همه میان فارسی‌زبانان قبول یافت و ماندگار شد و بعضی از کتاب‌هایش به زبان‌های گوناگون ترجمه و منتشر شد و در جاهای مختلفِ دنیا به نمایش درآمد – هرچند نه در صحنه‌های بزرگِ حرفه‌ایِ اروپا و آمریکا مانندِ وِست اِند و برودوی. اندکی پس از آل احمد، ژان-ژاک گوتیه بود که در فستیوالِ تئاترِ مللِ پاریس بیضایی را «کشف» کرد. حتّی چند دهه بعد نیز بابک احمدی نمایشنامه‌های آغازینِ بیضایی را گواهِ «نبوغ او» آورد. با این همه، سنّتِ تاریخ‌نگاریِ عمدتاً منسوب به دانشکدهٔ ادبیاتِ دانشگاهِ تهران، مثلاً در کار و نظرِ پرویز ناتل خانلری و محمّدرضا شفیعی کدکنی و محمّدابراهیم باستانی پاریزی و همایون کاتوزیان، اغلب این قدر را چنین نشناخته، و گاه به همین خاطر طعنِ ناقدانی را هم برانگیخته است. پس از ساعدی و رادی و بیضایی نیز هیچ نمایشنامه‌نویسِ فارسی‌زبانی بدین پایه از شهرت نرسید، چنان که محمّدعلی سپانلو در ۱۳۷۱ گفت که «هنوز نمایشنامه‌های خوب و برجسته را همان نسل قدیمی می‌نویسند» و این را اقتضای «فضای موجود و مسلط» دانست و جمال میرصادقی در ۱۳۸۵ عقیده داشته که نمایشنامه‌نویسانِ نسل‌های پس از ساعدی و بیضایی و رادی «حرفی برای گفتن» نداشته‌اند و حمید امجد در ۱۳۹۴ احتمال می‌داده که «غول»های نمایشنامه‌نویسیِ دههٔ ۱۳۴۰ «تکرارنشدنی» باشند.
«ساعدی دق‌مرگ، رادی منزوی و بیضایی پیر شد و کنار گذاشته شد . . .»

## سینما در اواخرِ دورهٔ پهلوی
در ستایش و بررسیِ کارِ سینماییِ بیضایی کتاب‌ها نوشته‌اند و جایزه‌های ایرانی و بین‌المللی به فیلم‌هایش رسیده. ولی، روی هم رفته، «سینمای بیضایی» در دورهٔ زندگیِ خودش تماشاکنانِ بین‌المللیِ فراوانی نیافت.
رگبار (۱۳۵۱) را هرچند اهلِ نظر – از احمد محمود و اسماعیل خویی گرفته تا اصحابِ جشنوارهٔ جهانیِ فیلمِ تهران – بسیار ستودند فروش خوبی نداشت. با این همه، نامِ بیضایی را در سینما ماندگار کرد، چندان که فریدون معزّی مقدّم در سالِ ۱۳۵۱ کارِ سینماییِ بیضایی را از لحاظ «محتوی» و «شکل بیان» و «کاربرد وسایل بیانی» سنجیده و محتوایش را «روشنفکرانه» و شکلش را «جهانی» و کاربردِ وسایلش را «حرفه‌ای» ارزیابی کرد. فضای سخت سیاست‌زدهٔ زمانِ نمایشِ فیلم تفسیرهای افراطی‌ای هم بدان بسته بود، مثلِ استخراجِ معنای «تیرباران» از صحنهٔ پایانی که درش تیرِ برقی هم با صدای آغازِ باران به چشم می‌خورد. اواخرِ همین دههٔ انقلابی ناقدی در وصفِ همین صحنه نوشت: «ساواکی‌ها از تاریکی بیرون میایند معلم جوان و مبارز را کت‌بسته بسوی مسلخ میبرند. . . . اهل محل معلم را در میان نگاههای گرم بدرقه میکنند در حالیکه مشت‌ها گره‌کرده و چشم‌ها برافروخته است.» پسندِ اهلِ اندیشه رگبار را بعدها مثلاً در گفتگو از این فیلم در رمانی چون اضطراب ابراهیم (۱۳۸۱) تجلّی یافت. غریبه و مه (۱۳۵۲) نیز، که جان گیلت پس از نمایش در حاشیهٔ جشنوارهٔ فیلمِ کنِ ۱۹۷۵ ستوده و همتای کارِ کنجی میزوگوشی شمرده بودش و پیتر کاوی «تکنیک خیره‌کننده»اش را متأثّر از کارِ آکیرا کوروساوا می‌دانست و چندین جشنواره خواسته بودندش، شکستِ تجاری خورد. کلاغ به سالِ ۱۳۵۶ ساخته شد و سالِ بعد به نمایش درآمد: این بار استقبالِ تماشاکنان خبر از پیروزیِ تجاری می‌داد. ولی سه روز از نمایشِ همگانی فیلم نگذشته، ۱۳ و ۱۴ آبانِ ۱۳۵۷، تهران شلوغ شد و سینماهایی به آتش کشیده شد: انقلابِ ۱۳۵۷. کسب و کارِ سینما خوابید. با این همه، بیضایی فیلم‌سازِ برجسته‌ای شده بود؛ چنان که در هر دو رأی‌گیری پیش از انقلاب از فیلم‌شناسان برای گزیدنِ برترین فیلم‌های تاریخِ سینمای ایران (۱۳۵۲ و ۱۳۵۶) فیلم‌هایش میانِ ده فیلمِ برتر بود (هرچند، اوّل نه). بیضایی در سالِ انقلاب چریکه‌ی تارا را ساخت، نخستین همکاریش با سوسن تسلیمی، که هرگز در ایران به نمایشِ عمومی درنیامد. با این همه، این فیلم از کارهای ستودهٔ بیضایی شد؛ چنان که احمد شاملو و رافائل بسان بسیار تحسینش کردند و فیلم‌شناسانِ دیگری نیز درباره‌اش قلم زدند. سال‌ها بعد، در زمانِ ریاستِ جمهوریِ محمود احمدی‌نژاد، نویسندگانِ یک مقالهٔ دانشگاهی در ایران دست یافتنِ قهرمانِ این فیلم به «هویتی کامل و یکپارچه» را تلویحاً به هم‌زمانیِ ساختِ فیلم با «پیروزی انقلاب اسلامی» مربوط کردند.

## مرگ یزدگرد
نمایشنامه و نمایش و فیلمِ مرگ یزدگرد را بسیاری شاهکارِ بیضایی شمرده‌اند: نمایشنامه در ۱۳۵۸ نوشته شد و در پاییز به کارگردانیِ نویسنده به نمایش درآمد، فیلمش هم در ۱۳۶۰ ساخته شد و، مگر یک بار در جشنوارهٔ فیلمِ فجرِ ۱۳۶۱، به نمایش درنیامد: دولت توقیفش کرد.
سالِ ۱۳۹۶ نمایشی به نامِ شب دشنه‌های بلند در تهران بر صحنه رفت که در آن یک نمایشنامه‌نویسِ خرده‌پای اواخرِ دورهٔ پهلوی متنِ مرگ یزدگردِ بیضایی را چند سالی پیش از آن که بیضایی بنویسدش از یک جن می‌خرد تا به نامِ خود منتشر کند تا معروف شود.

## سینمای پس از انقلابِ ۱۳۵۷
در سال‌های میانیِ دهه‌ی ۶۰، به شکلی فزاینده با حذف سازمان‌یافته‌ی نام و آثارِ بهرام بیضایی به عنوان نمایشنامه‌نویس و کارگردانِ تئاتر و فیلمساز مواجه بودیم.

محمّد رحمانیان، ۱۴۰۰

راستش من بیضایی را زیاد درکش نمی‌کنم. فقط از نمایش مرگ یزدگردش خیلی خوشم آمد. ولی مثلاً مسافران را دوست نداشتم؛ چون از نظر ساختاری می‌لنگید. اغلب کارهایش همین طور است و استحکام درستی ندارند. موضوع‌هایش هم خیلی آبستره هستند.

داریوش مهرجویی، ۱۳۹۴
چند سال پس از انقلاب سانسور در ایران سخت‌گیرتر هم شد و (هرچند این هم‌بسته باشد با اهمیتِ اجتماعی و اشتیاق به ساخته‌های فرهنگی) امکانِ کارِ بیضایی محدودتر. فیلم‌هایش در دههٔ ۱۳۶۰ یکی پس از دیگری توقیف شد و خودش یک بار در دههٔ ۱۳۶۰ و بارِ دیگر در دههٔ ۱۳۷۰ به اروپا هجرت کرد. ولی کارِ سینمایی در اروپا مقدور نشد و، با همهٔ مشکلات، در ایران چند فیلمِ موفّقش اجازهٔ ساخت و نمایش یافت. هرچند «مخاطبِ» انبوهِ «هیچ گاه پرورش‌نیافته» در دههٔ ۱۳۶۰ کارِ علی حاتمی را ترجیح می‌داد، این دهه را بعدها «دهه‌ی «تب بیضاییسم»» هم گفته‌اند و، علی رغمِ سیاستِ فرهنگیِ حاکم، «برای کسانی که در دهه‌ی هفتاد به جوانی رسیدند، بیضایی افسانه بود و نوار فیلم‌هایش دست به دست می‌شد.» حتّی گفته‌اند که «سینمای ایران پس از انقلاب متکی به ۴ کارگردان پیش از انقلاب خود یعنی؛ مسعود کیمیایی، داریوش مهرجویی، ناصر تقوایی، بهرام بیضایی بود» تا دیگرانی به عرصه رسیدند. ولی حتّی پس از نمایشِ عمومیِ سگ‌کُشی هم، که رکوردِ فروشِ سالِ ۱۳۸۰ فیلم‌های سینمای ایران را شکست، بیضایی فیلم‌سازی نخبه‌گرا با تماشاکنانِ خاص و اندک به‌شمار می‌رفت! بیکاریِ اجباری سرانجام سببِ ترکِ بیضایی ایران را در ۱۳۸۹ شد. ممنوعیت‌های فزاینده‌ای که اسلامیانِ تندرو در ایران پدید آوردند از انتشارِ مقالاتی علیهِ بیضایی حتّی پس از هجرتش پیداست.
در رأی‌گیری‌های فیلم‌شناسانِ ایرانی بیضایی بارها در دورانِ زندگیِ خودش برترین فیلم‌سازِ تاریخِ ایران شناخته شده است – از جمله در رأی‌گیری‌های سال‌های ۱۳۶۷ و ۱۳۷۵ (از نویسندگانِ سینمایی) و ۱۳۷۷ و ۱۳۸۱ (بهترین‌های بیست سالِ اخیر، با داریوش مهرجویی) مجلّهٔ فیلم و دو رأی‌گیریِ مجلّهٔ سوره سینما در ۱۳۷۲ و رأی‌گیریِ سالِ ۱۳۷۸ مجلّهٔ دنیای تصویر و رأی‌گیریِ سالِ ۱۳۸۱ مجلّهٔ نقد سینما. باشو، غریبه‌ی کوچک نیز بارها پسندیده‌ترین فیلمِ بیضایی و بهترین فیلمِ تاریخِ سینمای ایران شمرده شده – از جمله در رأی‌گیریِ سالِ ۱۳۷۲ مجلّهٔ سوره سینما از منتقدین (با آرامش در حضور دیگرانِ ناصر تقوایی) و رأی‌گیریِ سالِ ۱۳۷۸ مجلّهٔ دنیای تصویر و رأی‌گیریِ سالِ ۱۳۸۱ مجلّهٔ نقد سینما (با گوزنهای مسعود کیمیایی). ولی پرفروش‌ترین فیلمِ بیضایی – و، در واقع، پرفروش‌ترین فیلمِ ایرانیِ سالِ نمایشش و نیز یگانه فیلمی که بیضایی به خاطرش جایزهٔ کارگردانی برد – سگ‌کُشی بوده است. صاحب‌نظرانی هم بوده‌اند که سینمای بیضایی را نپسندیده‌اند، مانندِ اکبر رادی و داریوش مهرجویی و مرتضی آوینی و سیّد ابراهیم نبوی.

### شکستِ مرزهای جغرافیایی
هرچند گفته‌اند که بیضایی «چشم‌داشتی از بیننده و مصرف‌کنندهٔ خارج از مرزهای خودش ندارد»، باشو، غریبه‌ی کوچک در اواخرِ دههٔ ۱۳۶۰ کارش را بسیار بیش از پیش به دنیا معرّفی کرد. این فیلم در مملکت‌های گوناگون به نمایش درآمد و در بعضی، مثلاً ایتالیا، پرفروش هم شد. با این همه، آوازهٔ بیضایی بیرون از ایران در بیشترِ دورانِ کارش کمتر از فیلم‌سازانِ ایرانیِ دیگری بوده است؛ و بوده‌اند کسانی که گمان می‌کرده‌اند پذیره‌ای که در دنیا نصیبِ مثلاً عبّاس کیارستمی شد بیضایی را بیشتر می‌سزید. به نظرِ لا فرانسیس هوی بیضایی می‌توانست از استادانِ بزرگِ سینمای جهان شود، اگر انقلاب اتّفاق نیفتاده بود.

## نمایشنامه‌ها و نمایش‌ها
تئاتر یونان باستان نویسنده‌ای چون «سوفوکل» را دارد . . . تئاتر انگلستان «ویلیام شکسپیر» را دارد . . . تئاتر روسیه «آنتوان چخوف» را دارد . . . و تئاتر ایران نیز بهرام بیضائی را دارد . . . .

اکبر زنجان‌پور، اواسطِ دههٔ ۱۳۸۰

اگر یک زمانی بخواهیم بگوییم که ادبیات نمایشیِ ایران باید بررسی شود، مثلِ کارهای شکسپیر و بقیه، آن موقع می‌بینیم فقط بیضایی را داریم.

کامبوزیا پرتوی، اواخرِ دههٔ ۱۳۹۰

### در ایران
نمایشنامه‌ها و نمایش‌های بیضایی از پرفروش‌ترین نمایشنامه‌ها و نمایش‌های ایرانِ قرنِ چهاردهمِ هجریِ خورشیدی بوده است. بعضی از این کارها جنجال‌هایی هم برانگیخته است: مثلِ حملهٔ چپ‌گرایان به تالارِ رازیِ مشهد هنگامِ نمایشِ سُلطان مار به سالِ ۱۳۴۸.
بزرگ علوی بر آن بود که «برخی از آثار نویسندگانی مانند محمود دولت‌آبادی، هوشنگ گلشیری، احمد محمود، ببضایی، و جمال میرصادقی به پای بهترین آثار نویسندگان طراز اوّل اروپا و امریکا می‌رسد و با آنها برابری می‌کند» و نمایشنامه‌های بیضایی را گواهِ «پیشرفت و باروری» ِ ادبیات و بعضی را «خیلی خوب» می‌دانست و پژوهش در آن‌ها را تشویق می‌کرد. ولی جلال آل احمد، به رغمِ دوستی، واکنشِ تندِ ضدّحکومتی به بعضی از نمایشنامه‌های آغازینِ بیضایی نشان داد. محمود دولت‌آبادی بیضایی را «برجسته‌ترین استعداد ما» در ادبیاتِ نمایشی و «سعدی معاصر ما» گفته و بابک احمدی در سالِ ۱۳۸۵ او را بزرگ‌ترین هنرمندِ زندهٔ «ما» گفت؛ و مسعود بهنود نیز در هشتادسالگیِ بیضایی بر این نظر صحّه گذاشت. اسماعیل خویی پهلوان اکبر می‌میرد (۱۳۴۲) و دیوان بلخ (۱۳۴۷) و قصّه‌ی ماه پنهان (۱۳۴۲) و غروب در دیاری غریب (۱۳۴۱) و چهار صندوق (۱۳۴۶) را «از بهترین نمایشنامه‌های ایرانی» دانسته و اکبر رادی بیضایی را همتای «برجستگان درام جهان» شمرده است.
اواخرِ قرنِ چهاردهمِ هجریِ خورشیدی، که بیضایی تحتِ فشارهایی از جمله فشارِ سانسور ایران را ترک کرد، حتّی بعضِ طرفدارانِ سانسور هم او را «بهترین نمایشنامه‌نویس و درام‌نویس ایران» می‌دانستند.
انتقاد هم از نمایشنامه‌های بیضایی وجود داشته است. مثلاً رضا قاسمی، هرچند لحظاتی از فتحنامه‌ی کلات را چنان پسندیده که «می‌گفتم شکسپیر ایران متولد شد»، بر آن بوده که «نویسنده (حتی وقتی مثل بیضایی آدم باسواد و بافرهنگی باشه) خیلی نمی‌تونه از شرایط عمومی جامعه‌اش دورتر بره.» نکتهٔ مشخّصی که قاسمی به نمایشنامه‌نویسیِ بیضایی گرفته این بوده که «بیضایی اجازه نمی‌ده موضوع به طور دیالکتیکی از توی خودش زایش بکنه. اغلب از یک فکر از پیش تعیین‌شده شروع می‌کنه و بعد نتیجه‌اش رو می‌نویسه.»
بر خلافِ ایرج صغیری و علی دهباشی، محمّدامیر یاراحمدی در ملّی بودنِ «ادبیات» ِ بیضایی تردید داشته است.

### بیرون از ایران
جلال ستّاری «تئاترهای» بیضایی را نمونهٔ «آثار هنری غیرایدئولوژیک» می‌دانست که جهانی شدن «پذیرا»شان است. با این همه، کارِ تئاتریِ بیضایی در زمانِ خودش بیرون از ایران کمتر شناخته شد؛ هرچند مثلاً در تاجیکستان نمایشنامه‌هایش پرطرفدار شد و پس از ۱۳۸۹ نیز خود نمایش‌هایی در کالیفرنیا بر صحنه برد که اقبالِ نسبی یافت.

### در زبان‌های دیگر
از نوشته‌ها و نیز از گفته‌های بیضایی در دورانِ زندگیِ خودش به بنگالی و کردی و ارمنی و گرجی و لهستانی و ترکی و عربی و ایتالیایی و فرانسوی و اسپانیایی و انگلیسی و آلمانی درآمد و به صورتِ مکتوب یا نمایشی یا شفاهی انتشار یافت، ولی اغلب اقبالِ بین‌المللیِ چندانی نیافت. امید روحانی دشواریِ ترجمهٔ آثارِ بیضایی را مانعِ شناساندنش در مغرب‌زمین می‌دانسته است.

## کارِ پژوهشی
. . . آقای بیضایی با هوشمندی و آگاهی و تسلط کامل کار می‌کند و مداوم و مستمر. هم کارهای تحقیقیش دربارهٔ تئاتر در خور مداقه‌اند و هم آثار بدیعش.

مهشید امیرشاهی، ۱۳۵۰
بعضی از اهلِ ادب مانندِ ابوالفضل خطیبی و ایرج پارسی‌نژاد هنرِ دوگانهٔ بیضایی در تحقیقاتِ غیرمستظرفهٔ ممتاز و آفرینندگیِ ذوقیِ طبع‌ساز را با کار و بار و پایگاهِ دیگرانی چون محمّدتقی بهار و محمّدرضا شفیعی کدکنی سنجیده و همتا شمرده‌اند. نمایش در ایران (۱۳۴۴) را صاحب‌نظرانِ فراوانی ستوده‌اند. بیضایی تا پایانِ قرنِ چهاردهمِ هجریِ خورشیدی پژوهش را فرونگذاشت و حاصلِ منتشرشدهٔ اغلبِ پژوهش‌هایش، همچون نمایش در ایران، ستایش‌ها برانگیخت؛ هرچند کسانی چون اولریش مارزلف و جلال ستّاری هم چیزهایی را در تحقیقاتش نپسندیدند، کم‌ارزش شمردند و حتّی گاه نکوهیدند. دیگرانی چون آیدین آغداشلو و بهزاد فراهانی، امّا، او را «ادیب طراز اول» و «فیلسوف شرق» گفته و اندیشه‌هایش را ارج گذاشته‌اند.
نوشته‌های اندکِ بیضایی در هنرسنجی کمتر مقبولِ اهلِ نظر بوده و کمتر هم شناخته شده است. محمّدعلی اسلامی ندوشن و کلاوس آدلر به نمونه‌هایی از این نوشته‌های بیضایی نکته گرفته‌اند. با این همه، بعضی از این مقالاتِ بیضایی را در زمانِ زندگیِ خودش در مجموعه‌هایی مانندِ اسطورهٔ سینما آوردند و کسانی مانندِ ابراهیم گلستان و جمشید لایق هم نمونه‌هایی از این نوشته‌ها را پسندیدند.

## گفته‌ها
گفته‌های شفاهیِ بیضایی نیز واکنش‌ها برانگیخته است. راجع به گفتارش دربارهٔ شاهرخ مسکوب (۱۳۹۹) مقالاتی منتشر شد، جواد طوسی و سعید مستغاثی به گفتارش در عیّار تنها (۱۳۹۹) اعتراض کردند، بهار مختاریان به مصاحبه‌اش با بی‌بی‌سیِ فارسی دربارهٔ سهراب‌کُشی واکنش نشان داد و بسیاری کسان دربارهٔ سخنانش در شبِ سوّم از شب‌های شعرِ گوتهٔ ۱۳۵۶ اظهارِ نظر کردند. سالِ ۱۴۰۱ روزنامه‌نگاری نوشت: «امروز بیضایی در ۸۴سالگی هر گفتارش تفسیر می‌شود . . . .»

## شعرها
بیضایی مقدارِ کمی شعرِ غنایی هم سرود که برخی در زمانِ زندگیِ خودش در سفینه‌هایی هم بازنشر شد، مثلاً در اسطورهٔ موسیقی شرق (۱۴۰۲)، و برخی با موسیقی هم اجرا و منتشر شد و انتقاد هم برانگیخت، مثلِ مثنویِ «مادرِ ایران زِ جا برخاسته».

## در آموزشِ رسمی
نمایش در ایرانِ بیضایی از نیمه‌های قرنِ چهاردهمِ هجری خورشیدی کتابِ مرجعِ آموزشیِ دانشگاه‌های ایران بوده است، حتّی در سالیانی که رسماً منتشر نمی‌شد.
از نوشته‌های بیضایی در دورانِ زندگیِ خودش چیزی در کتاب‌های درسیِ وزارتِ آموزش و پرورشِ ایران نیامده است؛ هرچند در دوره‌هایی از آوردنِ نامش در شمارِ نویسندگانِ ادبیاتِ نمایشیِ فارسی در این کتاب‌ها پرهیز نشده است و در دوره‌هایی کتاب‌های آمادگیِ کنکور در ایران نامِ او و بعضِ کارهایش را جزو اطّلاعاتِ لازم برای پذیرشِ دانشگاهی ثبت کرده‌اند. با این همه، مثلاً سالِ ۱۳۷۵ «تطهیر چهره‌های معلوم‌الحال»، از جمله بیضایی، «به عنوان چهره‌های ادبی» علّتِ ممنوعیتِ انتشارِ یک کتابِ دانشگاهی بوده است.

## آغازِ قرنِ پانزدهمِ هجریِ خورشیدی

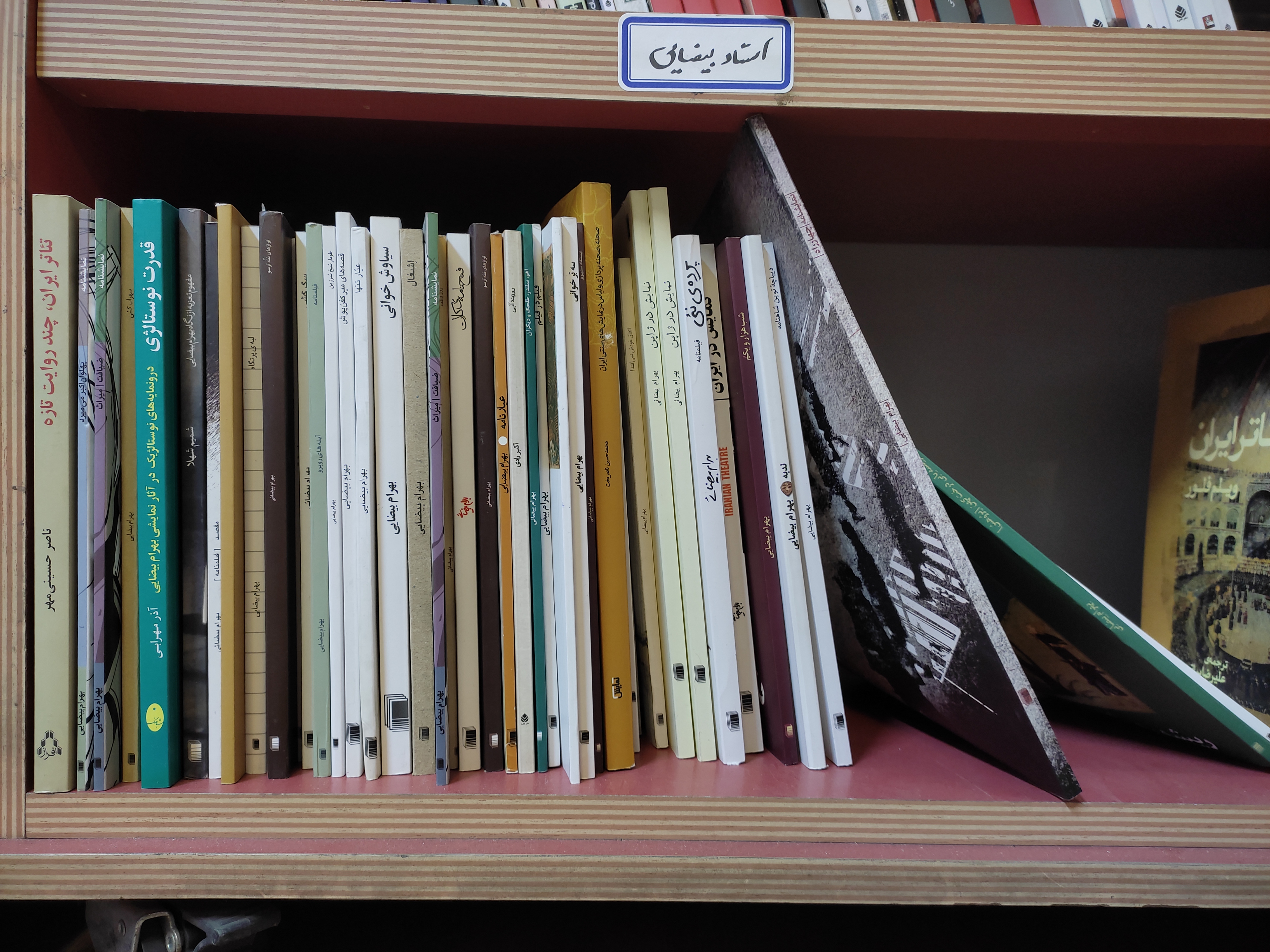
قفسهٔ کتاب‌های بیضایی در شهرِ کتابِ بهشتی، تهران، تابستانِ ۱۴۰۱

در این زمان بسیاری از کتابفروشی‌های بزرگِ فارسی قفسه‌ای مخصوصِ آثارِ بیضایی داشته‌اند؛ و چند کتابِ منتشرنشده و چند فیلمِ بیضایی نیز در ایران در توقیفِ دولت بوده است. بیضایی را بسیار به فردوسی مانند می‌کرده‌اند، همچنان که دستِ کم از دههٔ ۱۳۶۰ کارش به اوصافی وصف شده بود که کارِ فردوسی در همین زمان. نخستین کتاب‌های غیرفارسی دربارهٔ بیضایی و کارش هم همین زمان در اروپا منتشر شد. سالِ ۱۴۰۲ مسعود بهنود بر آن بوده که «دیگر نظیر بهرام بیضایی در فرهنگ الگو و رهبر نداریم.» با این همه، برآوردِ بهمن مقصودلو چنین بوده که عوام بیشتر نامش را شناخته‌اند تا کارش را.

### توضیحات
1. ↑  براهنی در زمستانِ ۱۳۸۶ نیز، که از این سه نمایشنامه‌نویس «سرو سرفراز بهرام» زنده مانده بود و بس، «سه بزرگ جهان نمایش ما» را همین‌ها می‌شناخت: ساعدی و رادی و بیضایی. (براهنی، رضا (۶ دی ۱۳۸۶). «دوست بزرگم، اکبر رادی، به شهادت چند نکته». اعتماد (۱۵۷۶): ۱۶.) و همچنین بود در گفتگویی با حسن زرهی (http://avaetabid.com/?p=330) و در سخنرانیِ ۱۴ آوریلِ ۱۹۹۲ در برلین. (براهنی، رضا (بهمن و اسفند ۱۳۷۱). «ادبیات ایرانیِ معاصر». دنیای سخن (۵۳): ۷۷.)
2. ↑  نخستین نمایشنامه‌های سبْکِ نوین در فارسی – از ترجمه و تصنیفِ دستِ اوّل – حوالیِ ۱۸۷۰ میلادی به قلمِ نویسندگانی چون میرزا حبیب اصفهانی و میرزا آقا تبریزی و میرزا جعفر قراچه‌داغی پدید آمد. حرفه‌ای شدنِ نمایشنامه‌نویسی از این هم بسی دیرتر انجامید – اگر هرگز دست داد. و حتّی در دههٔ ۱۳۵۰ غلامحسین یوسفی برای آن که فصلی از کتابش دربارهٔ آثارِ منثورِ فارسی را به نمایشنامه‌ای اختصاص دهد ناگزیر از توجیه شده که «وقتی به دورهٔ معاصر نزدیک می‌شویم، نمی‌توان از نمایشنامه‌نویسی فارسی یادی نکرد. مگر نه آن که این گونه آثار از انواع مهم ادبی است؟ بعلاوه تئاتر در قرن اخیر در ادبیات فارسی مجال ظهور یافته و نمونه‌هایی در خور توجه ازان بوجود آمده است.» (دیداری با اهل قلم: دربارهٔ بیست کتاب نثر فارسی. ج. ۲. مشهد: مؤسسهٔ چاپ و انتشارات دانشگاه مشهد. ۱۳۵۷−۱۳۵۸. ص. ۲۸۵. تاریخ وارد شده در |سال= را بررسی کنید (کمک)) ولی نمایشنامهٔ انگلیسیِ سودآور به سبکِ نوین در لندن از حوالیِ تولّدِ شکسپیر (۱۵۶۴ میلادی) پاگرفت. یعنی دستِ‌کم سه قرن تفاوت.
3. ↑  مثلاً شمیم بهار (در «کتاب‌گزاری» در اندیشه و هنرِ دیِ ۱۳۴۳) و حمید امجد (در مقاله‌ای) و محمود شیرزاد (در برنامهٔ بررسیِ کتاب در رادیو صدای نو به مناسبتِ سالگردِ تولّدِ اکبر رادی در مهرِ ۱۳۹۷) و ایرج پارسی‌نژاد («جدالی بر جدل‌ها». جهان کتاب (۱ (پیاپی ۳۹۸)): ۱۳. فروردین و اردیبهشت ۱۴۰۲.)
4. ↑  محمّد چرم‌شیر نیز شگفتی نموده از این که نسل‌های پس از «نسل طلایی» نتوانسته‌اند از سایهٔ ایشان بیرون آیند. (تندرو صالح، شاهرخ, ویراستار (۱۳۹۶). نگره‌شناسی نقد ادبی در ایران معاصر. ج. ۲: حکایت نسل بی‌سخنگو. تهران: خانه کتاب. ص. ۹۲. شابک ۹۷۸-۶۰۰-۲۲۲-۳۸۳-۸.) شمس لنگرودی این چیرگیِ گرایش به نویسندگانِ پیش از انقلابِ ۱۳۵۷، از جمله بیضایی، را از برتریِ ادبیِ کارشان نسبت به کارِ نویسندگانی که پس از انقلاب مطرح شدند نمی‌دانسته. (گفتگویی با شمس لنگرودی در صدای آمریکا در یوتیوب) در دههٔ ۱۳۴۰ نیز غلامحسین ساعدیِ مبارز علیهِ حکومت، تا حدّی از روی سوءتفاهم و تا حدّی به خاطرِ حمایتِ جلال آل احمد (جمشیدی، اسماعیل (۱۳۸۱). گوهر مراد و مرگ خودخواسته. تهران: نشر علم. ص. ۲۹ و ۱۶۵. شابک ۹۶۴-۴۰۵-۱۷۳-۴.)، شناخته‌تر از اکبر رادی و بیضایی (موسوی، حافظ؛ رضایی راد، محمد؛ امجد، حمید؛ ثمینی، نغمه؛ رحمانیان، محمد؛ رجبی، بهرنگ؛ کارنامه (شهریور ۱۳۸۲). «میزگرد: ادبیات نمایشی ایران از دیدگاه نسل جدید نمایش‌نامه‌نویسان». کارنامه (۳۶): ۱۹.) و، به قولِ نصرت‌الله نویدی، «پیش‌کسوتشان» بود («پخت و پز هنری». نگین (۳۸): ۲۷. ۳۱ تیر ۱۳۴۷.)؛ ولی «پس از مرگش نمایشنامه‌هایش با خودش فراموش شدند» (احمدی، احمدرضا (مرداد ۱۳۸۰). «طرح یک مسئله . .». گزارش فیلم (۱۷۵).)، به طوری که مثلاً فرید مرادی در اواخرِ قرنِ چهاردهم «شاخص‌ترین» نمایشنامه‌نویسانِ این نسل را بیضایی و رادی می‌شناخته (تاریخ چاپ و نشر کتاب فارسی: از برآمدن تا انقلاب. ج. ۴. تهران: خانه کتاب. ۱۳۹۴. ص. ۳۰۱۸. شابک ۹۷۸-۶۰۰-۲۲۲-۱۹۹-۵.) و نگار حسینی در اوایلِ قرنِ بعد ساعدی را «پس از بهرام بیضایی و اکبر رادی نامدارترین نمایشنامه‌نویس ایرانی» (نگاهی به زندگی و آثار علی نصیریان. تهران: فرهنگ معاصر. ۱۴۰۲. ص. ۱۱۹. شابک ۹۷۸-۶۰۰-۱۰۵-۱۶۴-۷.)، و حال آن که مثلاً آصفه آصفی در میانه‌های قرن به «گوهر مراد (غلام‌حسین ساعدی) و بهمن مفید» امید داشته، در حالی که منظورش از دوّمی بیژن مفید، نویسندهٔ شهر قصه، بوده است. (نگاهی به ادب پارسی. تهران: مدرسه عالی علوم اداری و بازرگانی قزوین. ۱۳۵۲. ص. ۴۵۲.)
5. ↑  هرچند «بهرام بیضایی می‌گوید در ایران نمی‌شود گفت سینمای فلانی . . . .» (آغداشلو، آیدین (۱۳۹۴). حرفِ آخر. تهران: انتشارات کتاب آبان. ص. ۱۵۶. شابک ۹۷۸-۶۰۰-۷۳۴۳-۲۲-۷.)
6. ↑  مثلاً: کریمی، پژمان (۱۳۹۵). «اسیران عنکبوت غفلت». کیهان.
7. ↑  محسن مخملباف نیز از این جرگه می‌نمود (مخملباف، محسن؛ − (۲۰ تیر ۱۳۶۶). «۵ ساعت گفتگو با محسن مخملباف». سروش (۳۸۸): ۲۲.)؛ ولی سپس‌تر معلوم شد بی آن که فیلم‌های بیضایی را دیده بوده باشد (عبدالرشیدی، علی‌اکبر (۱۳۸۵). گفتنی‌ها: خاطرات، مصاحبه‌ها، سفرنامه‌ها. تهران: انتشارات اطلاعات. ص. ۴۶۵. شابک ۹۷۸-۹۶۴-۴۲۳-۶۴۰-۲.).
8. ↑  مثلاً در رأی‌گیریِ سالِ ۱۳۷۷ مجلّهٔ فیلم از «۵۴ منتقد و صاحب‌نظر خارجی» بیضایی پنجمین کارگردانِ برترِ سینمای ایران شناخته شد و از میانِ سیزده فیلمِ ایرانیِ پسنده فقط باشو، غریبه‌ی کوچک از بیضایی بود، با رتبهٔ پنجم. (اطیابی، محمد (فروردین ۱۳۷۸). «بهترین‌های سینمای ایران از نگاه دیگران». فیلم (۲۳۳): ۲۱۴−۲۱۸.)
9. ↑  بیشترِ مترجمانِ نوشته‌های بیضایی در زمانِ زندگیِ خودش ایرانی یا فارسی‌زبان بوده‌اند. به رغمِ کوششِ دانشنامه‌نگارانی چون بزرگ علوی، نوشته‌های بیضایی در این دوره نه در دائرةالمعارفِ ادبیِ کیندلر معرّفی شد و نه در فرهنگ آثار.
10. ↑  مثلاً صفحهٔ ۱۵ از کتابِ ادبیّات فارسیِ سالِ دوّمِ آموزشِ متوسّطه، چاپِ ۱۳۹۱
11. ↑  مثلاً در صفحاتِ ۳۵ و ۷۷ از مجموُعه اطلاعات هنری و معماری برای «آزمون همگانی ۳۸–۲۵۳۷»، تالیفِ محمود لشگری و چاپِ انتشاراتِ باستان
12. ↑  مثلاً داریوش درویشی «فردوسی زمانه‌ی ما» گفته‌اش (افسانه‌ی اسکندر، ص. ۵. ۱۴۰۱).
13. ↑  مثلاً شهلا لاهیجی گفته: «هر زنی پس از دیدن فیلم او، یا خواندن فیلمنامه‌اش، سر خویش را اندکی راست‌تر می‌گیرد و قامتش را خدنگ‌تر می‌کند» (سیمای زن در آثار بهرام بیضایی، ص. ۳۱. ۱۳۶۷) و محمّدعلی اسلامی ندوشن دربارهٔ شاهنامه که: «وقتی آن را میخوانیم یا می‌شنویم، سَرِ خود را بالا نگاه می‌داریم، برای آن که باید اوج را ببینیم» (سروِ سایه‌فکن، ص. الف. ۱۳۷۰).